# Ruth Ramos
Pour les articles homonymes, voir Ramos.
Ruth Jazmín Ramos, née le 14 avril 1994 à Tijuana (Basse-Californie), est une actrice mexicaine.

## Biographie
Ruth Ramos étudie les arts de la scène au Centro Universitario de Arte et l'architecture et design à l'Université de Guadalajara. Elle joue au cinéma, au théâtre et réalise des performances.
Ruth Ramos est connue pour sa participation au film primé à Venise La Région sauvage d'Amat Escalante pour laquelle elle est nommée pour le prix Ariel de la meilleure révélation féminine 2018.
Elle tient le rôle d'Isabel dans la série télévisée d'Amazon Un extraño enemigo, réalisée par Gabriel Ripstein aux côtés d'acteurs tels que Daniel G. Cacho, Karina Gidi et Irene Azuela.

## Filmographie partielle

### Cinéma
- 2016 : La Région sauvage d'Amat Escalante : Alejandra
- 2016 : Mariachi Nights (court métrage) : Alejandra
- 2017 : Coamil (court métrage) : Ella
- 2017 : Crónica marciana (court métrage) : Renata
- 2017 : Dirt (court métrage): Susan
- 2017 : Los desterrados hijos de Eva (court métrage)
- 2018 : La incertidumbre de Haroldo Fajardo : Cecilia
- 2019 : Lamento e carne (court métrage) : Elena
- 2020 : Intruso (court métrage) d'Abraham Mercado : Regina
- 2020 : Fractal de Mariana Gonzalez : Tamara
- 2020 : El clasico (court métrage) de Joel Vazquez Cardenas : Estrella
- 2020 : Cancion de invierno de Silvana Lazaro : Danielle
- 2022 : Goya de Pablo Orta : Camila
- 2022 : La Caida de Lucia Puenzo : la journaliste Paty
- 2022 : Lecciones sobre el uso incorrecto de los objetos (court métrage) de Pablo Balderas : Susana
- 2022 : De la nada (court métrage) de Pablo Balderas : Susana
- 2022 : Las despedidas (court métrage) de Nestor Orozco : Laura
- 2022 : Basta! (court métrage) de Gonzalo Robles Sanzur : Ruth
- 2024 : La virgen silenciosa de Xavi Sala : Tania

### Télévision

#### Séries télévisées
- 2018-2022 : Un extraño enemigo : Isabel
- 2019 : 13 minutos antes de dormir , épisode 2 La fiesta y lo desconocido - El vampiro del panteon de Belen : Sandra
- 2021 : Le Club de plongée (Dive Club) (série télévisée), épisode 1 Endurance de Rhiannon Bannenberg : la journaliste Patty
- 2021 : Ça va bien se passer (Everything Will Be Fine) (série télévisée), quatre épisodes : Rebeca
- 2022 : Senorita 89, huit épisodes : Carla
- 2023 : La hora marcada (mini-série télévisée) : Manu

## Distinctions
- 2018 : Prix Ariel (Mexique) : nomination à l'Ariel d'argent de la meilleure révélation féminine pour La Région sauvage[1]